# Convois HX
Les convois HX sont une série de convois passant dans l'Atlantique nord, pendant la Seconde Guerre mondiale. Ces convois ont lieu lors de la bataille de l'Atlantique. Ils partent tous de Halifax en Nouvelle-Écosse au Canada à destination de Liverpool d'où ils peuvent continuer vers différents ports du Royaume-Uni.

Affiche de propagande britannique

## Nom de code
Le code signifie : Homeward from Halifax. C'est-à-dire en provenance de Halifax.
Si le convoi pouvait maintenir une vitesse supérieure à 9 nœuds, il est codé HXF (F pour fast : rapide).
Le convoi qui est sur une route inverse des convois HX est nommé convoi ON.

## Historique
Un total de 377 convois sont partis avec seulement 38 convois attaqués (environ 10 %). Des différentes séries de convois, HX est la plus longue des séries continues au long du conflit.

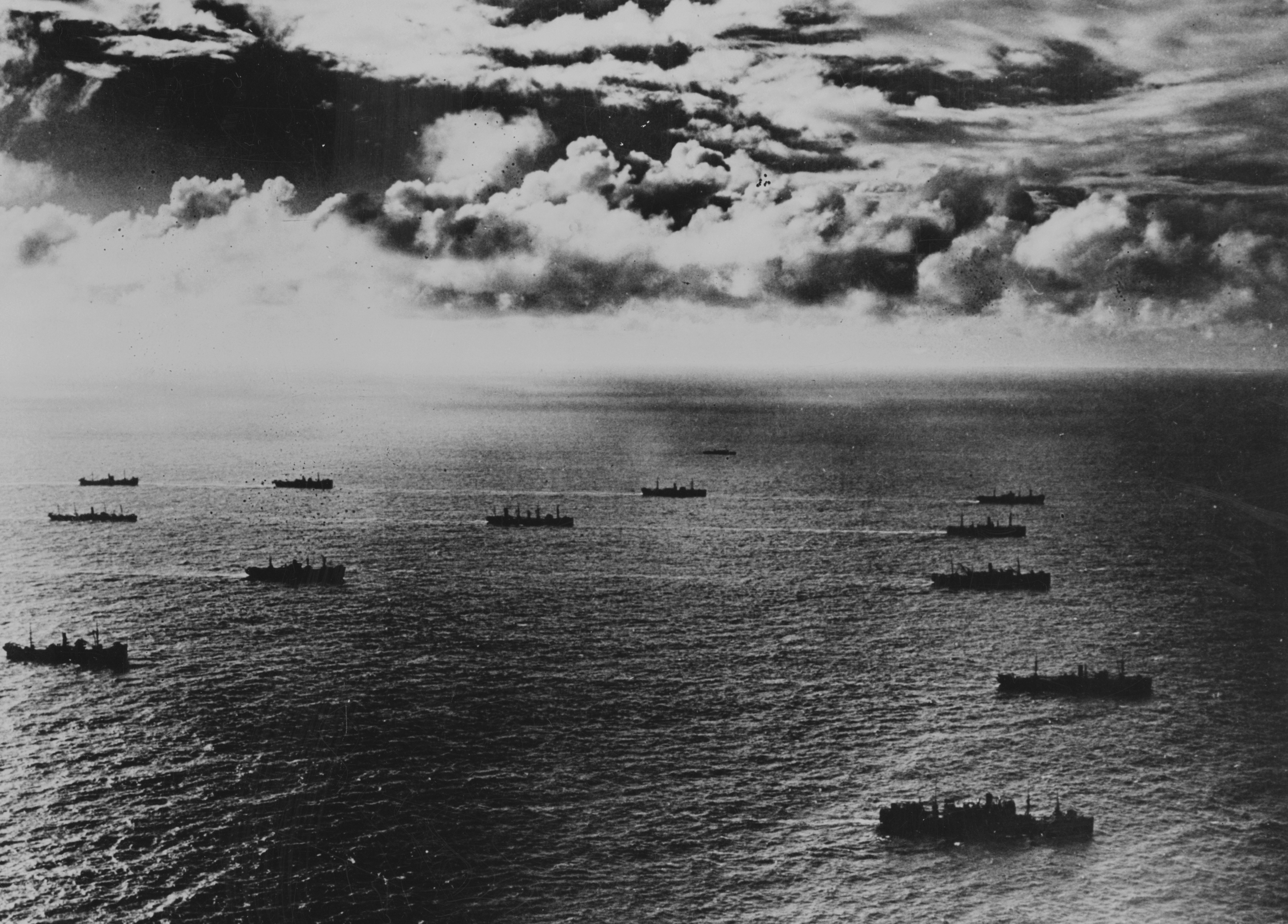
Convoi dans l'Atlantique nord en 1942

Ils partent de Halifax où les cargos se rassemblent. Cependant, à la fin de l'année 1941, le regroupement des cargos se fait à New York et la création d'un point de rencontre nommé HOMP ("Halifax Ocean Meeting Point") devient le point de départ officiel de la traversée.
La congestion du port de New York mènera même à la scission du convoi HX-229 qui effectuera la traversée en deux parties indépendantes, HX-229 et HX-229A. Le premier perdra 12 cargos, le second, aucun.
| Année | Nombre de convois | Nombre de navires | Pertes |
| ----- | ----------------- | ----------------- | ------ |
| 1939  | 22                | 431               | 1      |
| 1940  | 91                | 3424              | 54     |
| 1941  | 70                | 3050              | 21     |
| 1942  | 54                | 1811              | 8      |
| 1943  | 53                | 2958              | 27     |
| 1944  | 55                | 4085              | 2      |
| 1945  | 32                | 1985              | 3      |
| Total | 377               | 17744             | 116    |

## Convois notables
- HX 1 : Le premier convoi démarre le 16 septembre 1939[6].
- HX 5 : Le premier convoi qui enregistre un navire coulé : le cargo britannique Malabar par le sous marin allemand U-34.
- HX 18 : Deux navires sont coulés lors de ce convoi en janvier 1940.
- HX 19 : Un navire est coulé lors de ce convoi en février 1940.
- HX 25 : Première perte d'un navire par l'aviation allemande en mars 1940.
- HX 47 : Trois navires sont coulés par des sous marins en juin 1940
- HX 49 : Quatre navires sont coulés par des sous marins en juin 1940
- HX 289 et HX 301 : Les convois les plus importants en taille, respectivement 148 et 153 navires marchands et d'escorte[7],[8].